# Деляновці
Деля́новці (болг. Деляновци) — село у Великотирновській області Болгарії. Входить до складу общини Свиштов.

## Населення
За даними перепису населення 2011 року у селі проживали 150 осіб, усі — болгари.
Розподіл населення за віком у 2011 році:
Динаміка населення: